# Rock Cup 2018-2019
La Rock Cup 2018-2019 è stata la 65ª edizione della Coppa di Gibilterra, la sesta riconosciuta dalla UEFA. Il torneo è iniziato il 20 gennaio 2019, con il turno preliminare, e si è concluso il 26 maggio 2019. La squadra vincente della coppa si qualifica per il primo turno preliminare dell'UEFA Europa League 2019-2020. L'Europa FC si è riconfermata vincendo l'ottavo torneo della sua storia, il terzo consecutivo.

## Turno preliminare
| Squadra 1       | Risultato | Squadra 2   |
| --------------- | --------- | ----------- |
| 20 gennaio 2019 |           |             |
| Leo GFC         | 0 – 10    | FCB Magpies |

## Ottavi di finale
| Squadra 1        | Risultato       | Squadra 2         |
| ---------------- | --------------- | ----------------- |
| 6 febbraio 2019  |                 |                   |
| St Joseph's      | 12 – 0          | Hound Dogs        |
| 7 febbraio 2019  |                 |                   |
| Mons Calpe       | 14 – 0          | College 1975      |
| Lincoln Red Imps | 1 – 2           | Europa FC         |
| 8 febbraio 2019  |                 |                   |
| Manchester 62    | 0 – 12          | Gibraltar Utd     |
| 9 febbraio 2019  |                 |                   |
| Lynx             | 1 – 3           | Gibraltar Phoenix |
| Glacis United    | 1 – 1 (3-4 dtr) | Lions Gibraltar   |
| Europa Point     | 0 – 2           | Olympique 13      |
| 10 febbraio 2019 |                 |                   |
| Boca Gibraltar   | 2 – 5           | FCB Magpies       |

## Quarti di finale
| Squadra 1         | Risultato | Squadra 2       |
| ----------------- | --------- | --------------- |
| 12 marzo 2019     |           |                 |
| Gibraltar Utd     | 4 – 2     | Olympique 13    |
| St Joseph's       | 1 – 4     | Mons Calpe      |
| 13 marzo 2019     |           |                 |
| Gibraltar Phoenix | 4 – 0     | Lions Gibraltar |
| FCB Magpies       | 1 – 9     | Europa FC       |

## Semifinali
| Squadra 1         | Risultato | Squadra 2  |
| ----------------- | --------- | ---------- |
| 9 aprile 2019     |           |            |
| Gibraltar Phoenix | 1 – 4     | Europa FC  |
| 10 aprile 2019    |           |            |
| Gibraltar Utd     | 1 – 0     | Mons Calpe |

## Finale
| Arbitro: | Herbert Warwick |

|  |           |                                        |
|  | Marcatori | 54’ Arana 62’ Arroyo 65’ (rig.) Walker |